# Platypalpus pseudoalter
Platypalpus pseudoalter är en tvåvingeart som beskrevs av Raffone 2005. Platypalpus pseudoalter ingår i släktet Platypalpus och familjen puckeldansflugor.
Artens utbredningsområde är Italien. Inga underarter finns listade i Catalogue of Life.